# Seeweg nach Indien

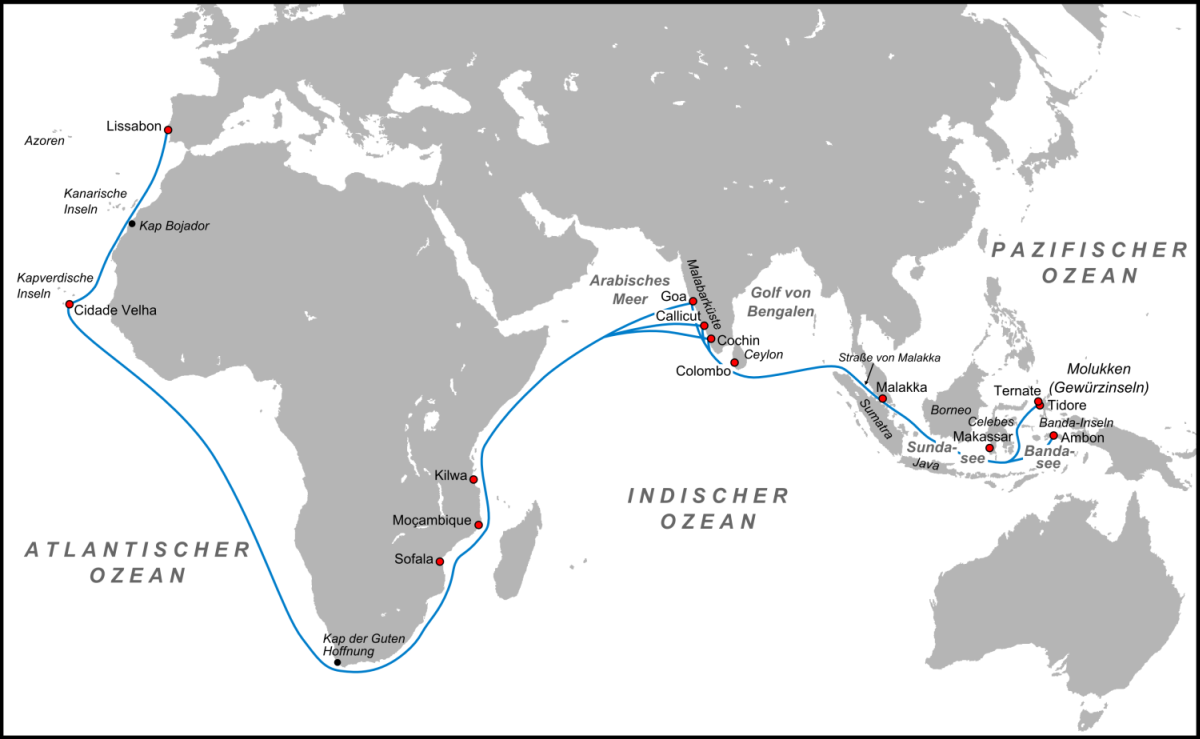
Die Gewürzroute im 15. und 16. Jahrhundert

Der Seeweg nach Indien wurde von Anfang des 15. bis Anfang des 16. Jahrhunderts von portugiesischen Entdeckern erschlossen und anschließend von den portugiesischen Indien-Armadas befahren. Er führte von Europa um Afrika herum zum Indischen Subkontinent und von dort weiter zu den Gewürzinseln „Hinterindiens“, den Molukken. Daher wurde er auch als Gewürzroute bezeichnet. Die Suche nach dem Seeweg wurde von dem portugiesischen Prinzen Heinrich dem Seefahrer initiiert und über mehrere Jahrzehnte von der portugiesischen Krone fortgeführt und finanziert. Sie hatte sowohl die Entdeckung Amerikas 1492 als auch die erste Weltumsegelung zur Folge und leitete das Zeitalter der Entdeckungen und der Europäischen Expansion ein.
Die Route nach Indien und zurück wurde erstmals 1498 von einer Expedition unter Leitung Vasco da Gamas befahren. Sie trat neben die bisherigen Handelswege, die einerseits über See vom Indischen Ozean durch das Rote Meer und das Mittelmeer, andererseits über die Karawanenwege der Seidenstraße durch Asien führten. Diese beiden Wege wurden größtenteils von islamischen Herrschern kontrolliert. Die Erschließung der Gewürzroute über See eröffnete den europäischen Kaufleuten die Möglichkeit, direkt Handel mit Indien und China zu treiben. Die hohen Profite daraus stellten einen wesentlichen Antrieb für die koloniale Expansion Europas dar.
Der Seeweg nach Indien wurde auf verschiedenen Routen gesucht. Statt Afrika und das Kap der Guten Hoffnung in östlicher Richtung zu umsegeln, steuerte Christoph Kolumbus im Auftrag der spanischen Krone nach Westen, um Asien zu erreichen. Dies führte 1492 zur neuzeitlichen Entdeckung Amerikas. Da den Spaniern nach dem 1493 geschlossenen Vertrag von Tordesillas die östliche Route versperrt blieb, suchten sie weiter nach einer Westroute, also einer Durchfahrt vom Atlantischen in den Pazifischen Ozean. Dies gelang 1520 einer Expedition unter Ferdinand Magellan, die mit der ersten Weltumsegelung endete. Erst der Bau des Panamakanals machte ab 1914 die zeitraubende Fahrt um die Südspitze Amerikas überflüssig und eröffnete eine direkte Westroute von Europa nach Ostasien.

## Verlauf
Die Route führte zunächst von Lissabon um das Kap der Guten Hoffnung nach Ostafrika und über das Arabische Meer bis nach Goa, Calicut und Cochin an der Malabarküste im Westen Indiens. Von dort ging es um Indien und Ceylon herum über den Golf von Bengalen durch die Straße von Malakka, die Sunda- und die Bandasee zu den Gewürzinseln – vor allem nach Ambon, Tidore und Ternate.

## Handelsgüter
Über den neuen Handelsweg wurden im Rahmen des Indienhandels Gewürze wie Pfeffer, Gewürznelken, Muskat und Zimt eingeführt, die im Europa des Mittelalters und der frühen Neuzeit einen immensen Wert darstellten, weil sie nicht nur zum Würzen von Speisen, sondern auch als Konservierungsstoffe und Grundlage für Arzneimittel unverzichtbar waren. Ihnen wurde Heilwirkung gegen die Pest zugesprochen. Weitere Rohstoffe waren Myrrhe und Weihrauch.
Erst 1770 gelang es dem französischen Beauftragten Pierre Poivre (1719–1789), das Handelsmonopol der Portugiesen und Spanier für diese „Gewürzroute“ aufzubrechen.

## Erkundung der Route
Im Jahr 1291 scheiterten die Brüder Vivaldi aus Genua bei ihrem Versuch, den Seeweg nach Indien zu finden. Erst die staatliche Förderung der Suche durch die portugiesische Krone, initiiert von Prinz Heinrich dem Seefahrer, führte 200 Jahre später zum Erfolg. Heinrich schickte Expeditionen entlang der afrikanischen Küste aus und ließ die von ihnen gesammelten Informationen systematisch auswerten.
Wichtige Etappen der jahrzehntelangen Bemühungen waren
- die Umschiffung von Kap Nun 1416,
- die Wiederentdeckung Madeiras 1419,
- die Entdeckung der Azoren 1429,
- die Umsegelung von Kap Bojador durch Gil Eanes 1434,
- die Entdeckung des Cap Vert, des westlichsten Punkts Afrikas durch Dinis Dias 1445,
- die Entdeckung der Kapverdischen Inseln durch Alvise Cadamosto 1456,
- die Entdeckung von Sierra Leone durch Pedro de Sintra 1460/61,
- die Entdeckung der Elfenbeinküste und der Goldküste durch Soeiro da Costa 1470,
- die Überquerung des Äquators durch Lopes Gonçalves 1474,
- die Entdeckung der Kongomündung durch Diogo Cão 1482,
- die über Land und See führende Expedition von Pêro da Covilhã und Afonso de Paiva zur Malabarküste, nach Äthiopien, Aden und Sofala 1487,
- die Umschiffung des Kaps der Guten Hoffnung durch Bartolomeu Dias 1488,
- und schließlich die erste erfolgreiche Befahrung des gesamten Seewegs durch eine Flotte unter dem Befehl von Vasco da Gama 1498.

## Folgen der Erschließung des Seewegs
Nach der erfolgreichen Fahrt Vasco da Gamas rüstete Portugal jährlich eine Indienflotte aus, die die Gewürzroute befuhr. Um Afrika schneller zu umrunden, nutzte die zweite Indienflotte unter Pedro Álvares Cabral Südostpassat und schlug im Atlantik einen weiten Bogen nach Westen, bevor sie auf der Höhe des südlichen Afrika wieder nach Osten steuerte. Dadurch entdeckte Cabral im Jahr 1500 zufällig die Küste Brasiliens, die Portugal ebenfalls in Besitz nahm.
Gleich zu Beginn des 16. Jahrhunderts setzten die Portugiesen alles daran, den bisherigen indischen, persischen und arabischen Seehandel im Indischen Ozean in ihre Hand zu bekommen. Unter Gouverneur Afonso de Albuquerque besiegten sie ihre muslimischen Konkurrenten in mehreren Seeschlachten, eroberten Malakka, das die Passage in den Pazifik kontrollierte, und verlängerten die Seehandelsroute schließlich über den Golf von Bengalen bis zu den Gewürzinseln.
Mit der Erschließung des kompletten Seewegs schalteten die Portugiesen den Zwischenhandel von indischen, persischen, arabischen, türkischen und venezianischen Kaufleuten aus. Zusammen mit den hohen Zöllen, die u. a. das Osmanische Reich erhob, hatte dieser Zwischenhandel die Gewürze in Europa extrem verteuert. Die Zerstörung des Handelsmonopols der Venezianer, Türken und Araber im Handel mit Gewürzen machte diese in Europa erschwinglicher und ließ Nachfrage und Angebot steigen.
Zwischen 1506 und 1570 setzte die portugiesische Krone mit Hilfe der Casa da Índia ihrerseits ein offizielles königliches Monopol für alle Einfuhren und Verkäufe von Gewürzen aus dem Gewürzhandel durch. Dieser Monopolhandel war profitabel und stärkte das Eigenkapital und die Kreditfähigkeit des portugiesischen Staates.
Die Entdeckung und Erschließung des wirtschaftlich günstigeren Seewegs ließ den Asienhandel auf den alten Überlandrouten wie der Seidenstraße oder der Weihrauchstraße stark zurückgehen. Laut Hamed Abdel-Samad führte dies zu einer weiteren Isolation der islamischen Welt.

## Die Gewürzroute und die europäische Expansion
Im Jahr 1580 wurde Portugal in Personalunion mit Spanien vereinigt. Zu dieser Zeit führten die Niederländer ihren 80-jährigen Unabhängigkeitskrieg gegen die spanische Krone. Ihre Angriffe richteten sich daher seit dem späten 16. Jahrhundert auch gegen Portugal. Nach und nach eroberten holländische Handelskompanien wie die Niederländische Ostindien-Kompanie die wichtigsten portugiesischen Niederlassungen (Faktoreien) in Ostasien und brachten die Gewürzroute unter ihre Kontrolle. Deren wichtigste Endpunkte waren Batavia (das heutige Jakarta) und Antwerpen, später Amsterdam.
Aufgrund der hohen Gewinnerwartungen aus dem Indienhandel gingen seit Anfang des 16. Jahrhunderts weitere europäische Staaten dazu über, Entdeckungsfahrten und Kolonialprojekte zu betreiben oder zu fördern. So wurde die zum Teil gewaltsame Erschließung der Gewürzroute zum Ausgangspunkt für die europäische Expansion und die Kolonisierung weiter Gebiete der Erde v. a. durch Portugiesen, Spanier, Engländer, Niederländer und Franzosen.